# USS Philadelphia (1776)

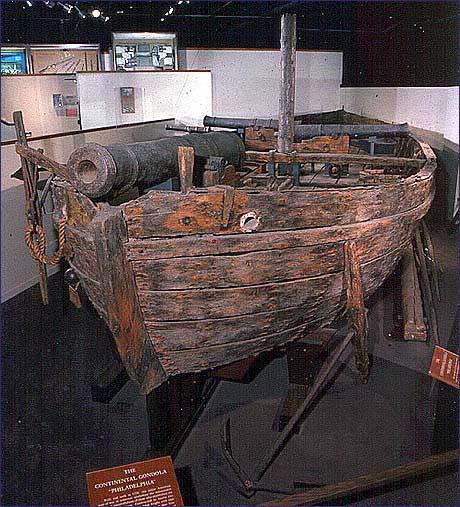
USS Philadelphia (1776) in het Museum of American History

De USS Philadelphia (1776) was een Continental Navy-kanonneerboot en is het enige nog overgebleven zeilschip dat gebouwd en bemand werd door de Amerikaanse strijdkrachten tijdens de Amerikaanse Onafhankelijkheidsoorlog.
Het maakte deel uit van een haastig samengestelde en ontworpen vloot.
De USS Philadelphia is een van de 15 kleine zeilvaartuigen met wie Benedict Arnold streed tegen 29 Britse schepen nabij Valcour Island in Lake Champlain op 11 oktober 1776.

## Herrezen en geborgen
De USS Philadelphia, gebouwd in 1776, werd tot zinken gebracht in de minizeeslag. Het wrak was nog opmerkelijk goed bewaard gebleven door het koude water van het meer, toen het in 1935 teruggevonden, gelicht en geborgen werd.
Samen met de kanonnen uit de gevonden scheepsromp werden nog honderden andere scheepsbenodigheden en voorwerpen teruggevonden en geborgen, zoals kruithagel, kogels, kookgerei, allerhande gereedschappen en werktuigen, knopen, gespen en menselijke beenderen van de gesneuvelden.
De USS Philadelphia werd tentoongesteld op verschillende locaties aan het Champlainmeer en de rivier de Hudson, vooraleer ze voor een langere periode een tentoonstellingslocatie kreeg in Exeter, New York.
Voorlopig ging het daarna naar het Smithsonian Institution in 1961. De Philadelphia werd het geklasseerd als historisch kunstmonument, en het is nu een permanent tentoongesteld collectieonderdeel van het National Museum of American History in Washington D.C.
De USS Philadelphia uit 1776 verwierf in 1961 de status van Nationaal Historisch Monument.

## USS Philadelphia (1776)
- Gebouwd: 1776
- Gezonken: 1776, tijdens Slag bij Valcour Island in Lake Champlain
- Aanzien als NHL: 20 januari 1961
- Toegevoegd als NRHP: 15 oktober 1966
- NRHP-referentie: 66000852
- Staatseigendom: Smithsonian Institution
- Philadelphia (gundolo) (U.S. National Register of Historic Places)
- Locatie Museum: 14th Str. and Constitution Avenue, NW Washington, District of Columbia.